# Orbamia pauperata
Orbamia pauperata là một loài bướm đêm trong họ Geometridae.